# Okręg wyborczy Matabeleland
Okręg wyborczy Matabeleland powstał w 1899 i był jednym z dwóch pierwszych okręgów wyborczych do południoworodezyjskiej Rady Ustawodawczej. Wysyłał do niej dwóch przedstawicieli. W 1905 r. został włączony do okręgu Zachód.

## Radni Rodezji Południowej z okręgu Matabeleland
- 1899 - 1902: Hans Sauer
- 1899–1902: Elliot St. Maurice Hutchinson
- 1902 - 1903: Percival Ross Frames
- 1902–1905: Charles Theodore Holland